# Anastazije I., papa
Anastazije I., papa od 27. studenog 399. do 19. prosinca 401. godine.

## Životopis
Rodio se u Rimu kao sin Maksima. Svoja mnoga djela je posvetio proučavanju Biblije. Za vrijeme dvogodišnjeg pontifikata, suprotstavljao se stavovima origenista. Također se kroz papinstvo trudio potaknuti afričke biskupe na borbu protiv donatizma. Umro je 19. prosinca 401., a pokopan je na Poncijanovom groblju. Proglašen je svetim, a spomendan mu se obilježava 19. prosinca.
Naslijedio ga je njegov sin Inocent I., rođen prije nego što je Anastazije postao papom.